# Mary Vetsera

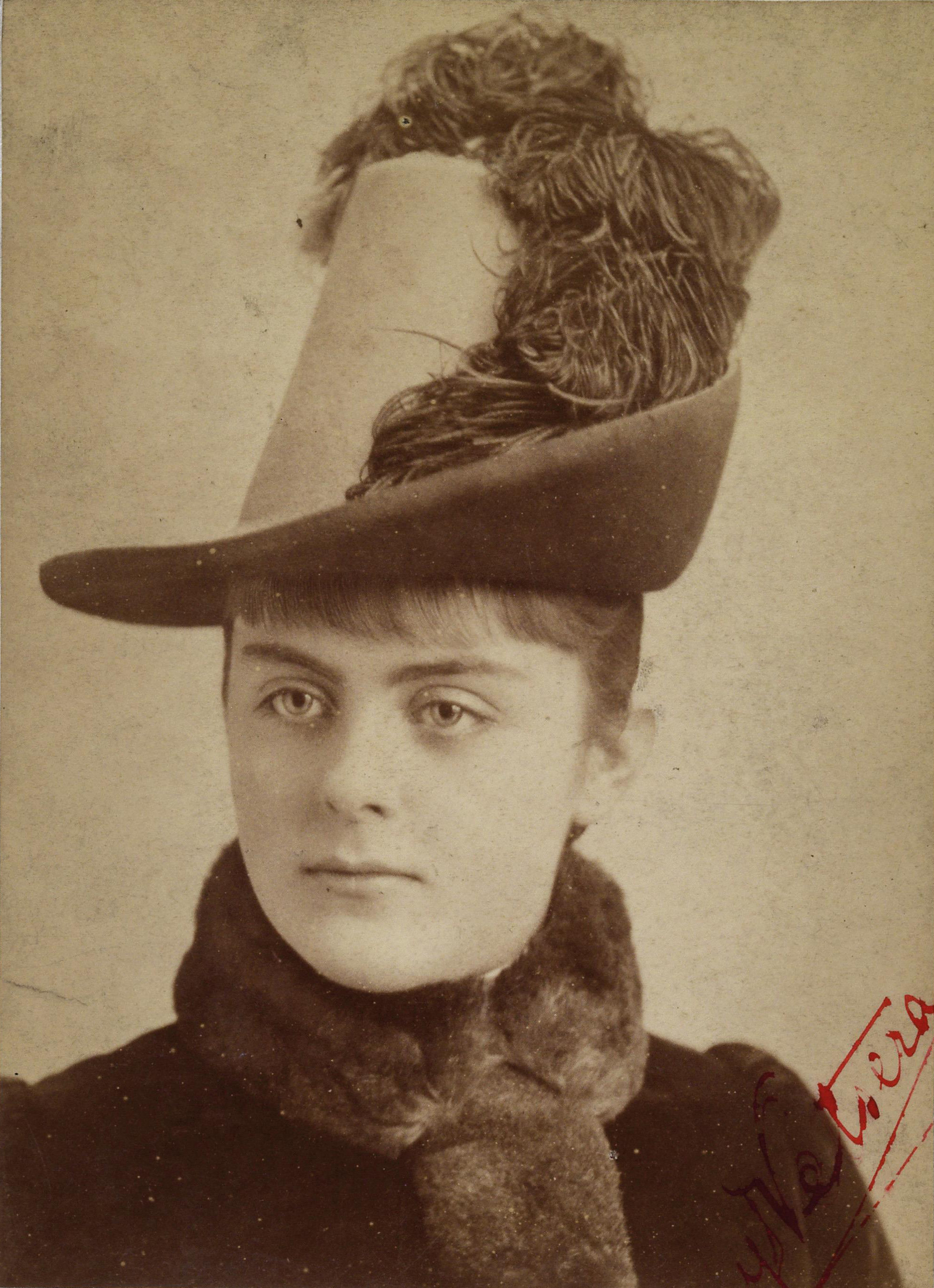
Mary Freiin von Vetsera (1887)

Marie Alexandrine Freiin von Vetsera, genannt Mary (* 19. März 1871 in Wien; † 30. Jänner 1889 auf Schloss Mayerling), war eine österreichische Adelige und Geliebte des Kronprinzen Rudolf von Österreich-Ungarn.

## Leben
Mary Vetsera war das dritte von insgesamt vier Kindern des aus Preßburg stammenden Diplomaten Albin Johannes Ritter von Vetsera (1825–1887), der 1867 als Ritter in den Adels- und 1870 in den Freiherrenstand erhoben worden war, und seiner Gattin Helene Baltazzi (1847–1925), die aus einer der reichsten griechischen Familien stammte.
Im Jahre 1880 bezogen die Vetseras mit ihren vier Kindern ein herrschaftliches Palais (das Palais Salm-Vetsera) in der Salesianergasse 11 im 3. Wiener Gemeindebezirk Landstraße. Helene von Vetsera führte hier ein großes Haus und gab in der Faschingssaison Bälle. Obwohl die Vetseras zur „Zweiten Gesellschaft“ zählten, waren sie um Kontakte in die höchsten adeligen Kreise bemüht; so besuchten auch Mitglieder der Hofgesellschaft ihre opulenten Bälle, obgleich sie die neuadlige und neureiche Familie nie als gleichwertig anerkannten.

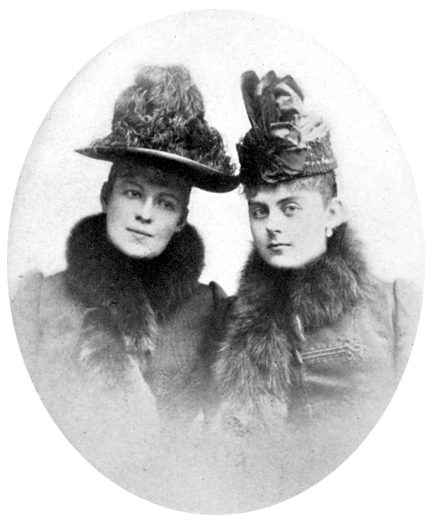
Mary Vetsera (rechts) und ihre beste Freundin Gräfin Marie Larisch von Moennich; diese ließ das Foto für den Kronprinzen aufnehmen, unmittelbar bevor sie ihm Mary in der Hofburg vorstellte.

Wie viele Mädchen damals schwärmte Vetsera für Kronprinz Rudolf, den sie 1888 bei einem Pferderennen in der Galopprennbahn Freudenau gesehen, möglicherweise auch kennengelernt hatte. Dabei hatte Gräfin Marie Larisch, eine Cousine Rudolfs und Affäre ihres Onkels Heinrich Baltazzi, ihre Hand im Spiel. Vetseras Französischlehrer und Vertrauter Gabriel Dubray schrieb in einem Artikel im Pariser Le Matin, dass sich nach diesem Treffen Benehmen und Stimmung des Mädchens auffallend verändert hätten; sie habe vom Kronprinzen mit großer Begeisterung gesprochen. Vetsera las täglich die Berichte der Klatschpresse, sammelte Fotos und zog Erkundigungen ein. Als ihre Mutter diese Schwärmerei bemerkte, unternahm sie zur Ablenkung mit ihrer Tochter eine Englandreise. Nach einem Briefwechsel nahm Gräfin Larisch ihre Freundin in den ersten Novembertagen 1888 erstmals zu einem Besuch beim Kronprinzen in die Wiener Hofburg mit, dem bis zum 28. Jänner noch ca. 20 weitere Treffen folgten. Diese geheimen Besuche wurden von Rudolfs Leibfiaker Josef Bratfisch, Gräfin Larisch und der Zofe Vetseras, Agnes Jahoda, unterstützt. Ein Aktporträt Vetseras von einem unbekannten Maler, das heute zur Sammlung des Wiener Hofmobiliendepots gehört, dürfte auf einen Wunsch Rudolfs zurückgehen.
Schon die fünfzehnjährige Mary wurde von der Wiener Salonnière Nora Fugger, welcher sie im Frühjahr 1886 beinah den Bräutigam ausgespannt hätte, als „verführerische kleine Nixe“ bezeichnet. Nora Fugger war mit Hanna Vetsera, Marys Schwester, befreundet und kannte beide seit ihrer Kindheit. In ihren Memoiren schrieb sie: „Der Kronprinz wurde bei einem Rennen im Frühjahr 1888 auf Mary aufmerksam, lernte sie jedoch damals nicht kennen, scheint aber auf ihr Augenspiel gleich eingegangen zu sein, was ihr ganz den Kopf verdrehte. Bald darauf hat sie den Kronprinzen in der Oper gesehen, wobei sie durch ihr Benehmen, en face der Hofloge, ihre Gefühle so deutlich erkennen ließ, daß ihr der Kronprinz dann auch mittels Opernglases seine Aufmerksamkeit zuwendete“. Der späteren Denkschrift von Marys Mutter zufolge wäre es Mary jedoch niemals möglich gewesen, aus ihrer Schwärmerei eine ernste Liebesaffäre zu machen. Nora Fugger fährt fort: „Sie war wohl für ihr Alter avanciert; doch es fehlte ihr an Routine und Courage, um sich allein die Möglichkeit zu intimen Zusammenkünften mit dem Kronprinzen zu schaffen“. Marys Mutter zufolge sei es Marie Larisch gewesen, die im Auftrage des Kronprinzen die Begegnungen arrangierte. Der Kronprinz habe auch einmal die Wohnung des Generaldirektors der Länderbank, Eduard Palmer, für ein Rendezvous genutzt.
Bereits einige Tage vor der Tat soll Mary Vetsera versucht haben, sich in Mayerling Zutritt zum Schloss zu verschaffen, was ihr jedoch nicht gelungen sei, da der Kronprinz auf der Jagd gewesen und sie von zwei als Schloßbedienstete auftretenden Detektiven der Staatspolizei, die den Kronprinz beschatteten, abgewiesen worden sei.
Am 28. Jänner 1889 traf Rudolf gegen 15:30 Uhr in seinem Jagdschloss in Mayerling ein, Vetsera wurde wenig später von Leibfiaker Bratfisch nach Mayerling kutschiert. Die Nacht vor der Abreise hatte der Kronprinz noch bei seiner Geliebten Mizzi Kaspar verbracht. Der Polizeiagent Florian Meissner, der zuständig für Rudolfs Überwachung war, gab zu Protokoll: „Montag, den 28/1. 1889 war bei Mizzi bis 3 Uhr morgens, trank sehr viel Champagner, gab dem Hausmeister zehn Gulden Sperrgeld. Als er sich von Mizzi empfahl, machte er ganz gegen seine Gewohnheit ihr an der Stirne das Kreuzzeichen. Von Mizzi fuhr er (direct?) nach Mayerling.“

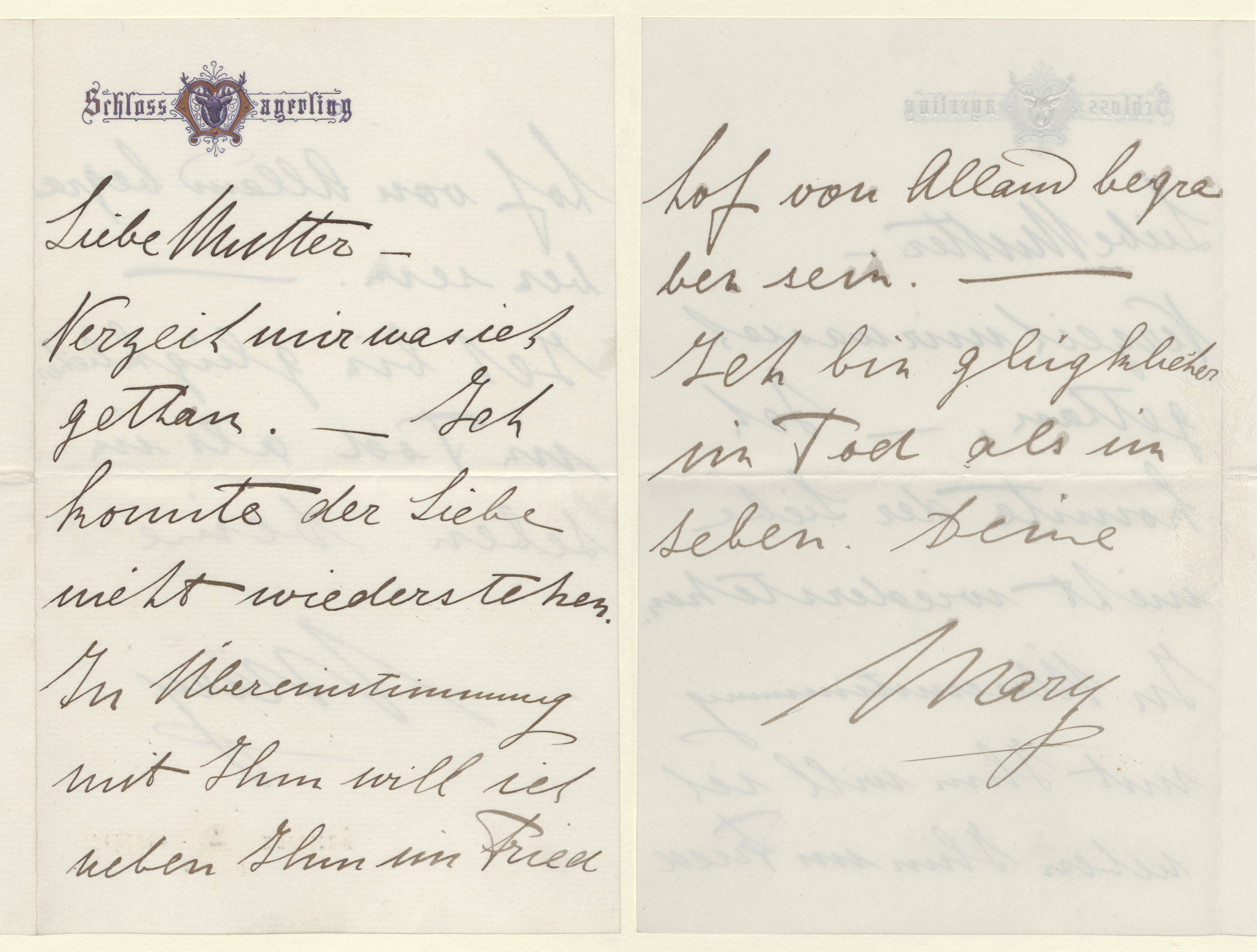
Abschiedsbrief von Vetsera an ihre Mutter

Zu Ursachen und Hergang der Tat gibt es unterschiedliche Theorien. Die Behauptung, dass Rudolf die Beziehung zu Vetsera vor allem deshalb einging, weil sie ihm als geeignete Partnerin für seine Freitodpläne erschien, lässt sich nicht beweisen. Dass sie jedoch in den Freitod einwilligte, ist durch ihre Abschiedsbriefe erwiesen. 2015 wurden bei einer Archivrevision der Schoellerbank die Abschiedsbriefe von Mary Vetsera entdeckt, die 1926 dort zusammen mit anderen persönlichen Dokumenten der Familie Vetsera anonym hinterlegt worden waren. Die Österreichische Nationalbibliothek, der die Dokumente als Dauerleihgabe überlassen wurden, bezeichnete sie als „Sensationsfund“. Bislang war angenommen worden, die Briefe seien nach dem Tod von Marys Mutter vernichtet worden. An ihre Mutter schrieb sie: „Ich konnte der Liebe nicht wiederstehen. In Übereinstimmung mit Ihm will ich neben Ihm im Friedhof von Alland begraben sein. – Ich bin glücklicher im Tod als im Leben.“
Der Kammerdiener Johann Loschek berichtete später von einem der Tat vorangegangenen langen Gespräch: „Ich hörte die ganze Nacht über Rudolf und Vetsera in sehr ernstem Tone sprechen. Verstehen konnte ich es nicht. 5 Minuten vor 1/4 Sieben Uhr früh kam Rudolf vollständig angezogen zu mir in das Zimmer heraus und befahl mir, einspannen zu lassen. Ich war noch nicht im Hof draußen, als ich zwei Detonationen hörte, ich lief sofort zurück, der Pulvergeruch kam mir entgegen, ich stürmte zum Schlafzimmer, doch es war entgegen der Gewohnheit... abgesperrt.“
Nach dem Auffinden der beiden Leichen am Morgen des 30. Jänner wurde ein kaiserliches Ärztekollegium nach Schloss Mayerling entsandt, das bei Vetsera Selbstmord durch einen Kopfschuss aus nächster Nähe konstatierte. Die Tatsache, dass der Kronprinz sie vor seinem Selbstmord erschossen haben sollte, musste zur Ehrenrettung der Dynastie verschleiert werden. Lange Zeit umstritten war die Schussrichtung: Laut der Denkschrift des Grafen Josef Hoyos, der als einziger Übernachtungsgast in Mayerling anwesend war und am nächsten Morgen die verschlossene Tür aufbrechen ließ, habe die Kommission festgestellt, dass die tödliche Kugel im rechten oberen Schädelbereich eingedrungen und hinter dem linken Ohr wieder ausgetreten sei. Laut der Denkschrift von Marys Mutter soll es hingegen umgekehrt gewesen sein, was es ausgeschlossen erscheinen ließe, dass die Rechtshänderin selbst die Waffe abfeuerte. Hoyos begab sich noch am Vormittag per Eilzug nach Wien und informierte persönlich die Kaiserin, diese sodann den Kaiser.
Mary Freiin von Vetseras Leiche wurde, um kein Aufsehen zu erregen, sitzend und in eine grüne Mohair-Decke gewickelt in der Kutsche des k.u.k Leibarztes Dr. Franz Auckenthaler abtransportiert und in den Morgenstunden des 1. Februar auf dem Ortsfriedhof von Heiligenkreuz beerdigt. Ihre Mutter ließ ihr dort eine Gruft errichten, in die Mary Vetsera am 16. Mai in einem Prunksarg aus Kupfer umgebettet wurde. 1925 stand für die Erhaltung des Grabes nur noch ein Fonds von zehn Kronen zur Verfügung.

## Grabschändung, Grabraub

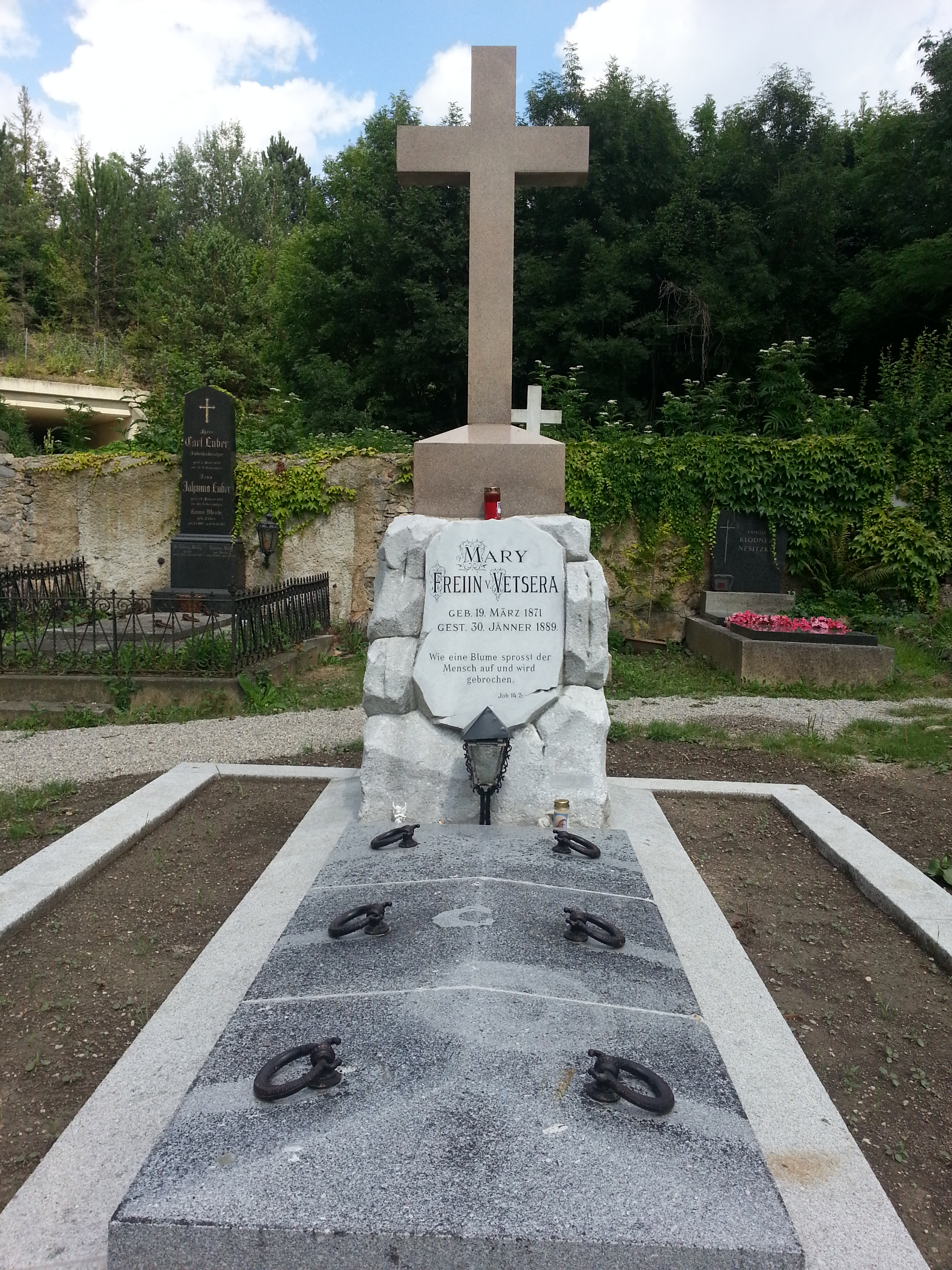
Vetseras Grab (2014)

Im April 1945 wurde die Gruft von sowjetischen Soldaten geplündert. Nach dem Abzug der Soldaten wurden die Schäden nur oberflächlich behoben, zu einer Neubestattung kam es erst am 7. Juli 1959. Dabei wurden die sterblichen Überreste in einen neuen Zinnsarg umgebettet, der auf Eisenträgern über dem alten Prunksarg platziert wurde. Anwesend waren neben dem späteren Abt des Stifts Heiligenkreuz, Gerhard Hradil, der Cousin der Verstorbenen, Heinrich Baltazzi-Scharschmid, und der Leiter der städtischen Bestattung Baden, Amtsrat Halbwachs.
Für erneutes Aufsehen sorgte Mary Vetsera im Dezember 1992. Nach Zeitungsberichten über eine angebliche Grabschändung in Heiligenkreuz – die vormals vermoosten Fugen der Grabstätte waren offenliegend vorgefunden worden – wurde die Gruft auf amtliche Anweisung geöffnet und der alte Prunksarg leer vorgefunden. Die Gebeine waren von dem am Mayerling-Mythos interessierten Möbelhändler Helmut Flatzelsteiner aus Puchenau unter Mithilfe von zwei Helfern am 8. Juli 1991 entwendet worden, um sie labormedizinisch untersuchen zu lassen und die daraus gewonnenen Erkenntnisse zu publizieren. Der Fall wurde durch den Wiener Journalisten Georg Markus aufgedeckt und polizeilich angezeigt. Nach der Sicherstellung der sterblichen Überreste gab die Familie Baltazzi-Vetsera die Genehmigung zu einer forensischen Analyse, zog diese Genehmigung jedoch noch vor dem Abschluss der Untersuchungen zurück.
Am 28. Oktober 1993 wurden die Gebeine unter Ausschluss der Öffentlichkeit in einem neuen Sarg beigesetzt und die Gruft mit Erde gefüllt, um einer neuerlichen Grabschändung vorzubeugen.
Da die Familie Baltazzi-Vetsera unter anderem auch die DNA-Analyse zur Feststellung der Identität der Gebeine verweigerte, ist bislang nur gesichert, dass sich in diesem Grab die Überreste einer etwa 18-jährigen Frau befinden, deren Liegezeit etwa 115 Jahre beträgt und deren Schädel zwei Durchschusslöcher (Kugeleintritt und Kugelaustritt) aufweist. Die Haaruntersuchungen wiesen Schmauchspuren auf. Die Kleidung der Toten entspricht der damaligen Zeit und stammt von jenen Wiener Modegeschäften, bei denen auch die Familie Vetsera einzukaufen pflegte.
2007 wurde im Stift Heiligenkreuz der alte Kupferprunksarg durch Zufall wiedergefunden. Er wurde restauriert und kann seit 2010 im Karmel Mayerling besichtigt werden.
Der Grabschänder, der seine Tat in einer Monografie als „Entführung“ bezeichnete, entging zwar einer Anklage, da die zuständige Staatsanwaltschaft Wiener Neustadt die Strafanzeige wegen des Verdachtes des schweren Diebstahls, dauernder Sachentziehung sowie Störung der Totenruhe zurücklegte, nach einem Zivilprozess musste er jedoch dem Stift 27.500 Schilling (1.999 Euro) Schadenersatz zahlen.